# Abtei Saint-Vincent de Laon

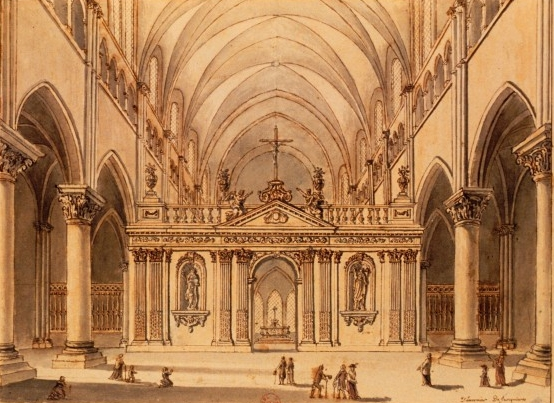
Innenansicht von Saint-Vincent, Zeichnung von Gabriel-Hippolyte Destailleur

Saint-Vincent in Laon wurde als Friedhofskirche um 580 gegründet, im 10. Jahrhundert erstmals als Abtei erwähnt und während der Revolution aufgelöst. Das letzte intakt gebliebene Gebäude der Abtei brannte im Juni 2008 aus.

## Geschichte
Im Jahr 513 bestimmte Bischof Remigius von Reims ein Vorgebirge im Südwesten des Tafelbergs von Laon als Friedhof für die Stadt. Gleichzeitig legte er fest, dass die hier gebaute Christophorus-Kirche der zweite Sitz des Bistums Laon – und damit auch die Begräbnisstätte der Bischöfe – würde. Um 590 ließ dann die Königin Brunichild eine Basilika errichten, bei der sich wenig später Mönche ansiedelten, die der strengen Columbanregel unterstanden, ohne dass bereits von einer Abtei die Rede wäre.
882 wurde die Kirche von den Normannen geplündert und niedergebrannt, die Mönche wurden vertrieben. Wenige Jahre später ließ Bischof Dido die Kirche neu bauen und siedelte hier erneut ein Dutzend Mönche an. Aber bereits 892 wurde Saint-Vincent erneut geplündert, und nun dauerte es mehr als eine Generation, bis ein weiterer Anlauf zum Wiederaufbau des Klosters unternommen wurde. Im Jahr 925 nutzte Bischof Adelhelm den Besuch des Königs Rudolf und erreichte von ihm Privilegien für die neu zu bauende Kirche. Der Chronist Aimion von Fleury berichtet, dass König Ludwig IV. in der Abtei im Jahr 936 von Erzbischof Artold von Reims zum König gesalbt wurde. Wenig später wurde die außerhalb der Stadt liegende Kirche von Hugo dem Großen bei seiner erfolglosen Belagerung Laons im Kampf gegen Ludwig IV. ein weiteres Mal geplündert.
Bischof Rorico, ein unehelicher Sohn Karls III. und Halbbruder Ludwigs IV., ließ zwölf Benediktiner-Mönche aus der Abtei Fleury kommen, die der moderateren Benediktinerregel unterstanden. Um seine Entscheidung abzusichern, ließ er sie 961 durch ein regionales Konzil (bei dem erstmals von einer Abtei die Rede ist) und 975, kurz vor seinem Tod, durch seinen Neffen, den König Lothar bestätigen.
Am 26. September 987 wurden die von seinen Vorgängern gewährten Privilegien von König Hugo Capet in dessen zweiten Dokument als König bestätigt. 1072 weihte Bischof Elinand eine neue Klosterkirche, 1082 ließ Abt Adalbero die Abtei mit einer Mauer umgeben, auch um den Klosterbezirk von der mittlerweile bis an die Abtei heran gewachsene Stadt abzugrenzen. 1145 geriet die Kirche bei einem Sturm in Brand, der Wiederaufbau begann erst 1175 und konnte erst im Jahr 1305 abgeschlossen werden, da der Bau stark an die Kathedrale von Laon erinnerte und mit einer Länge von 90 Metern und einer Breite von 45 Metern, mit vier Rosetten und 135 Fenstern außergewöhnlich groß ausfiel. Andererseits hatte Papst Alexander III. die Abtei im Jahr 1171 unmittelbar dem Heiligen Stuhl unterstellt, und damit ihre Bedeutung herausgehoben.

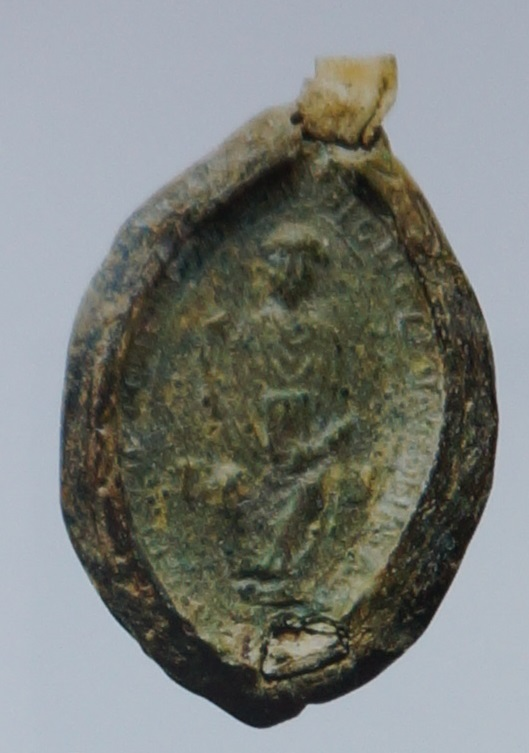

Im 14. und 15. Jahrhundert litt auch Saint-Vincent unter dem Hundertjährigen Krieg, 1359 wurde die Abtei von den Engländern niedergebrannt, wobei die wertvolle Bibliothek mit mehr als 20000 Manuskripten fast ganz verloren ging. Lediglich 257 Manuskripte konnten gerettet werden, von denen sich heute fünfzig in der Stadtbibliothek von Laon befinden, einige weitere in der Königlichen Bibliothek Belgiens. Im Jahr 1520 ließ Abt Jean Charpentier die Kirchenfassade renovieren und die Gewölbe des Kirchenschiffs neu bauen. Er war der letzte reguläre Abt von Saint-Vincent, nach ihm wurde die Abtei dem System der Kommendataräbte unterworfen.
1594 richtete König Heinrich IV. bei der Belagerung Laons sein Generalquartier in der Abtei ein. Dabei ließ er, um die Reichweite seiner Geschütze zu erhöhen, einige von ihnen auf die Gewölbe der Kirche stellen, die dadurch starken Erschütterungen ausgesetzt waren. Als Folge der nächsten Belagerung Laons, der von 1618, stürzten das Kirchenschiff und der Glockenturm ein. Die Kirche wurde danach vorerst nicht wieder aufgebaut, so dass die Gottesdienste fortan zwar innerhalb der Kirche, aber unter freiem Himmel stattfanden. Erst 1640 begann der Wiederaufbau, der 1771 mit der Fertigstellung des dreigiebligen Abtpalais‘ endeten.
Während der Revolution wurde auch Saint-Vincent aufgelöst und verwüstet, diente danach als Futterlager, Militärhospital und Gefängnis, bevor die Gebäude 1796 verkauft wurden. Der Käufer finanzierter seine Erwerbskosten mit dem Verkauf der Steine, aus denen die Abtei gebaut war; 1810 wurde er insolvent, die Abtei ging in andere Hände über. 1854 kaufte der Bischof von Soissons die Immobilie, um hier ein Heim für alte Priester einzurichten. Das Gelände der Abtei wurde 1876 vom Staat beschlagnahmt und 1877 an die Armee verkauft, die hier ein Arsenal errichteten.
Von der Abtei Saint-Vincent steht heute nur noch das 1771 fertiggestellte Abtpalais. Am 14. Juni 2008 brannte das Gebäude vermutlich nach Brandstiftung aus.

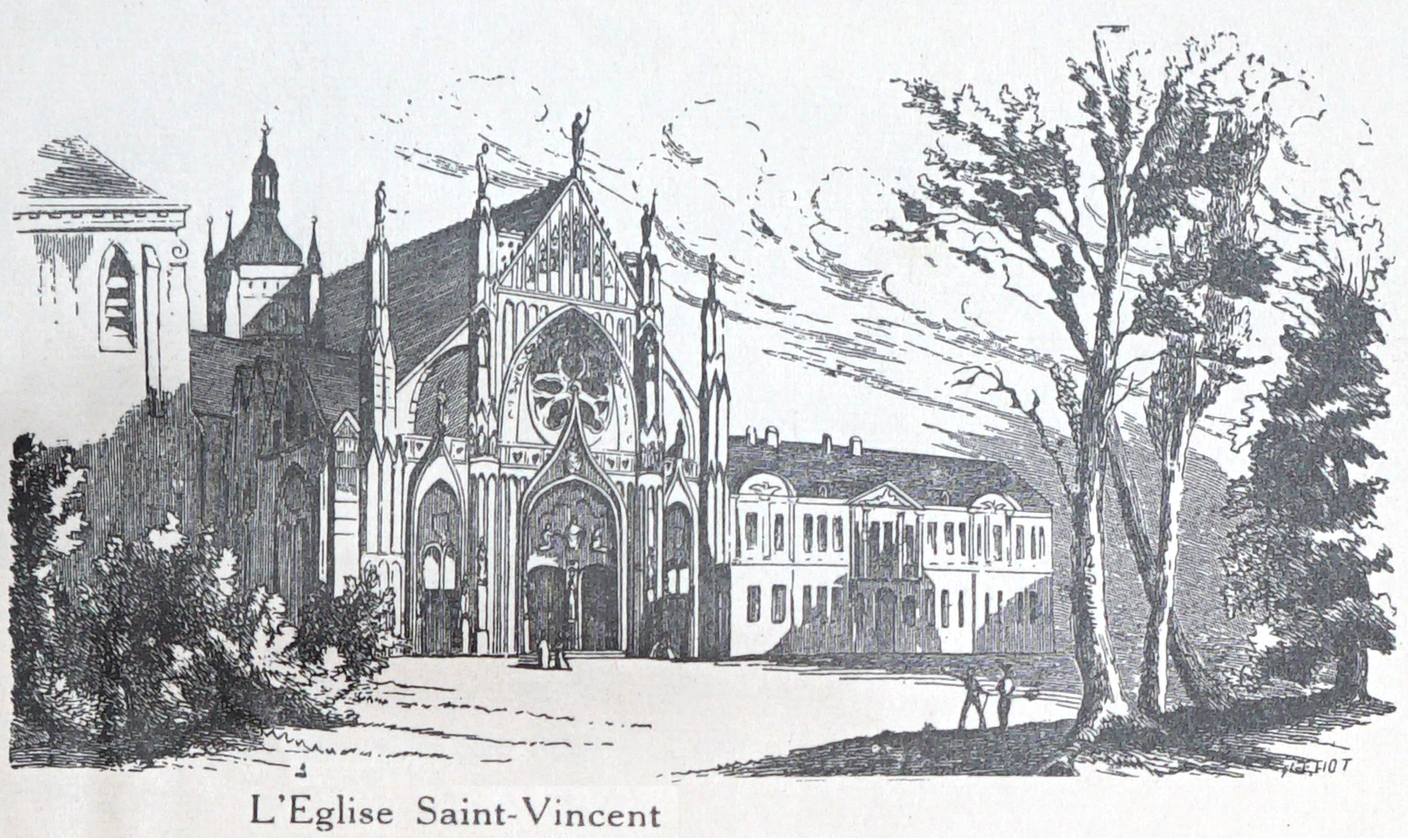
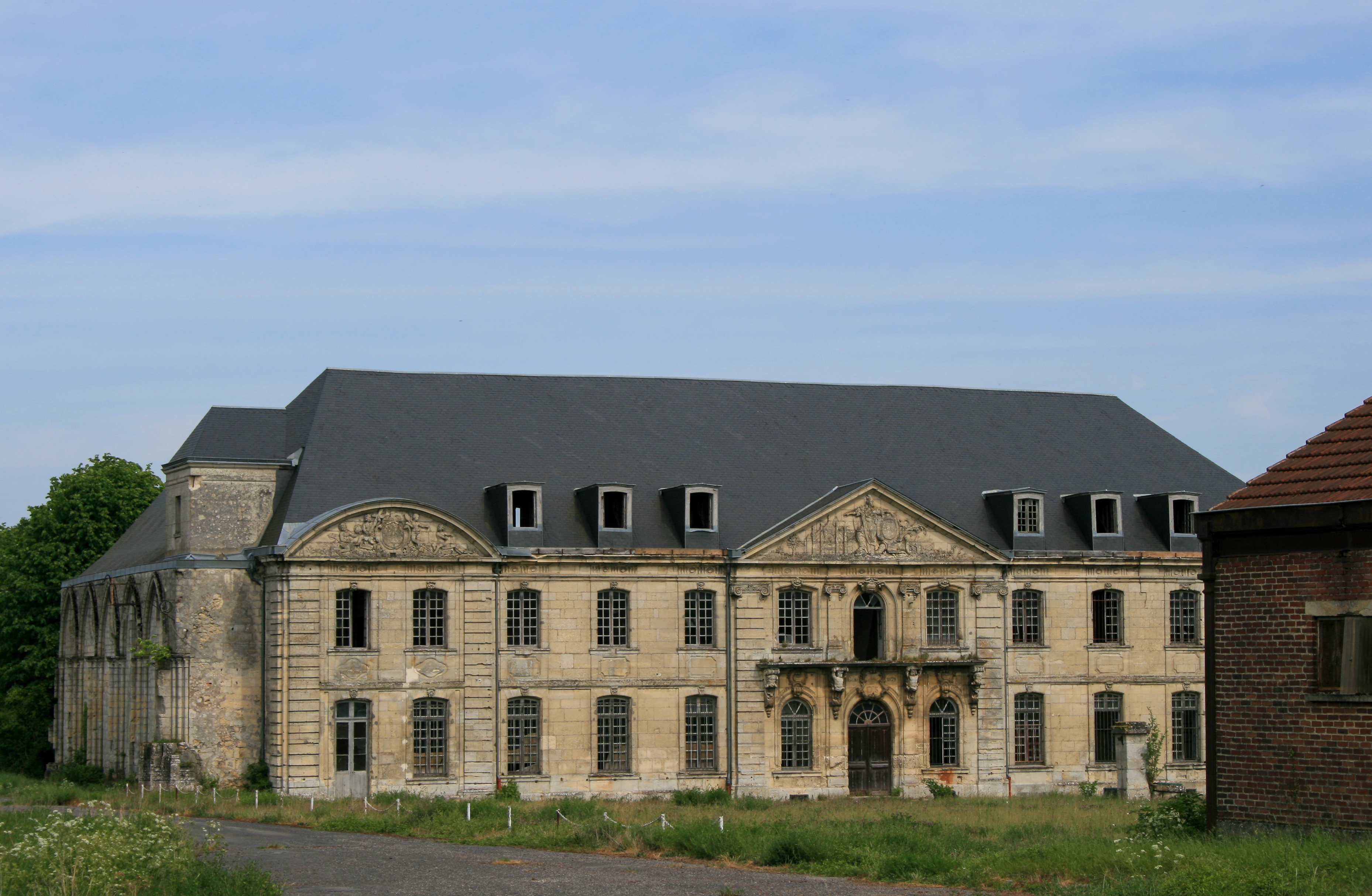
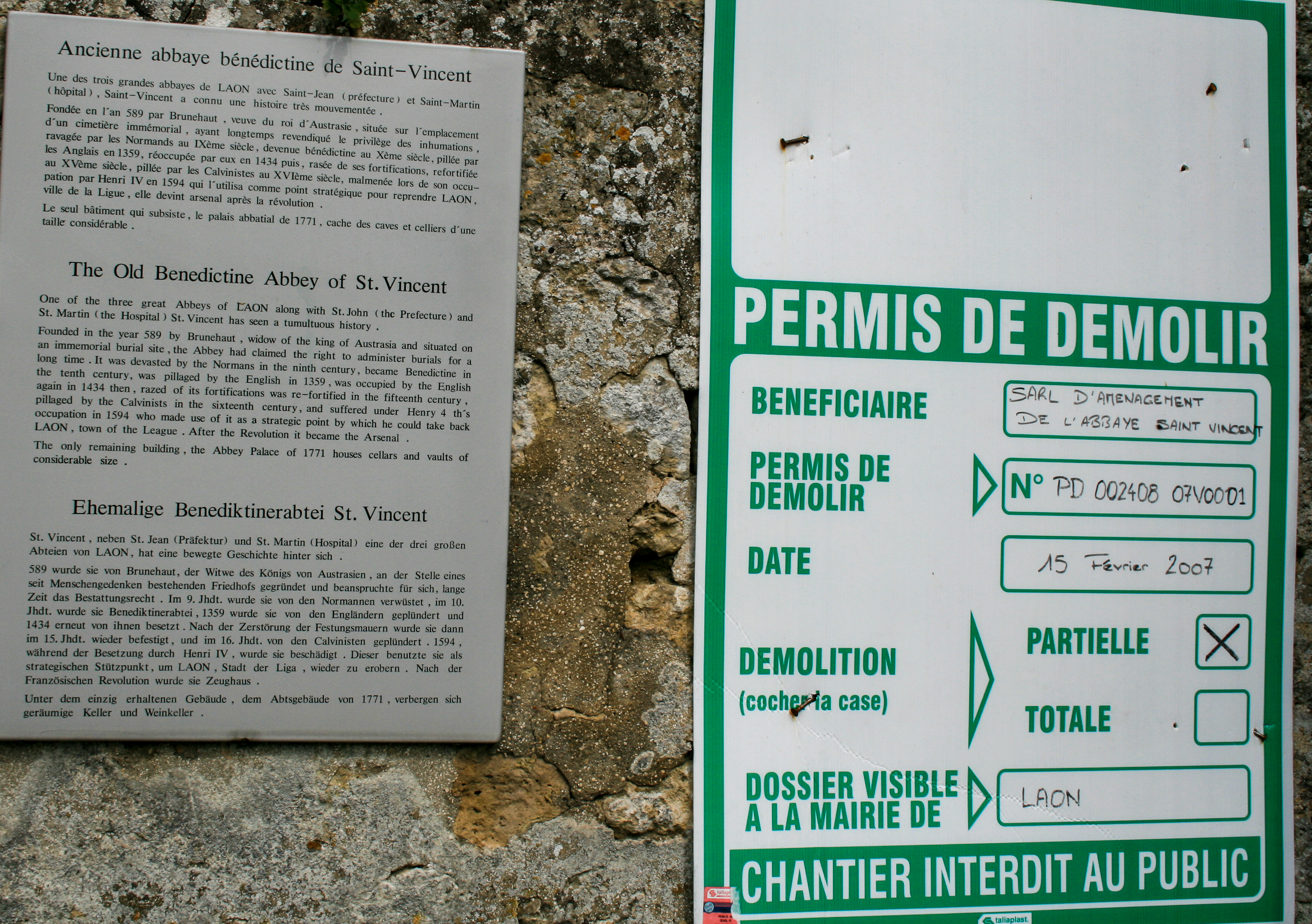
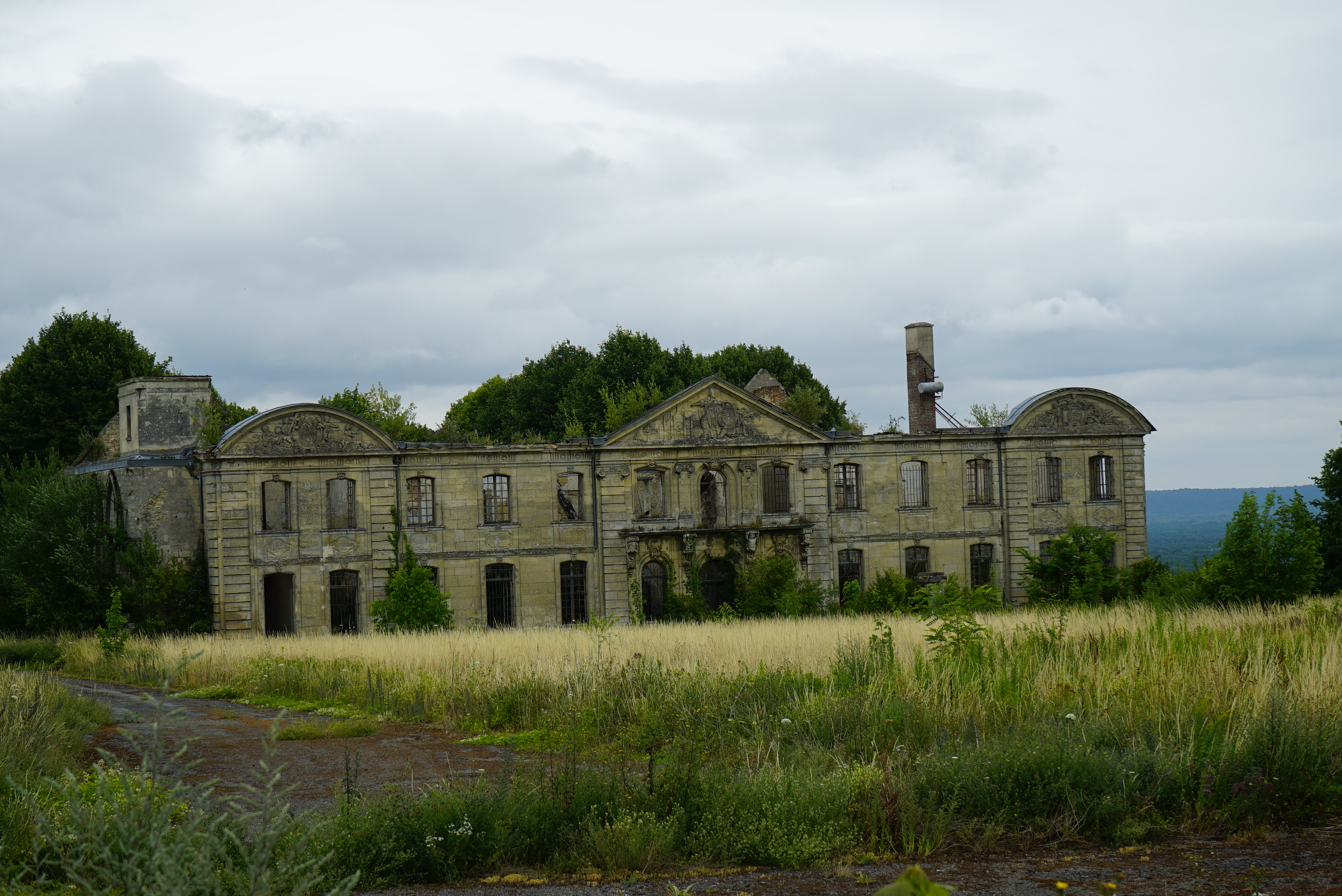